# مالمي
مالمي (السويدية: مالمو) هي قرية في جزيرة مونابيرتي في بلدية بايتا، كايمنلاكسو، جنوب فنلندا .

## وصلات خارجية
- the webpages of the island of Mogenpört, in Swedish and Finnish